# Hafnia
Hafnia è un genere di batteri appartenente alla famiglia degli Enterobatteri. Il termine è un riferimento a Hafnia, nome latino della città danese di Copenaghen.
Hafnia comprende dei batteri della flora digestiva umana e animale, altresì presenti nell'ambiente. Hafnia è spesso confuso con Salmonella, i cui caratteri biochimici sono simili, ma l'azione litica di batteriofagi specifici permette di distinguerli.
La principale specie conosciuta, Hafnia alvei, è un batterio commensale del tratto gastro-intestinale umano ed è normalmente non patogeno. Viene utilizzata come fermento lattico dall'industria lattiero-casearia e, più recentemente, come probiotico (parte della composizione di un integratore alimentare per la regolazione dell'appetito e la perdita di peso).

## Storia
Hafnia è uno dei 40 generi che attualmente costituiscono la famiglia degli Enterobacteriaceae.
Benché descritto dal biologo danese Vagn Møller a partire dal 1954, la legittimità di questo gruppo è stata costantemente messa in discussione nel corso dei due decenni successivi, spesso designato con sinonimi quali Enterobacter alvei, Enterobacter aerogenes subsp. hafniae e Enterobacter hafniae, anche se il batterio viene indicato in letteratura soprattutto con il nome attuale di Hafnia alvei.
Nel 1977, uno studio ha concluso che, al termine della fabbricazione del camembert, Hafnia alvei risulta la specie dominante. Hafnia alvei è un ceppo psicrotrofico che si può sviluppare a bassa temperatura, il che significa che non cessa di crescere nel corso della fase di stoccaggio del formaggio, contrariamente a E. coli.
Nel 1983, la famiglia degli enterobatteri è stata scoperta nel camembert di fresca produzione: il 51% degli enterobatteri è risultato appartenere a ceppi Hafnia alvei contro appena il 9% di Escherichia coli . Questi autori hanno altresì dimostrato che Hafnia alvei può essere rinvenuto a una concentrazione elevata nel formaggio (fino a 107 UFC/g), nel latte crudo e nei formaggi a base di latte pastorizzato.
Alcuni anni dopo, nel 1987, Hafnia alvei è stato identificato da un team spagnolo nel latte crudo di pecora, rappresentante il 6,5% del totale delle enterobatteriacee.
Nel 1987, alcuni scienziati americani che studiavano leBrassicaceae vi hanno trovato Hafnia alvei. Analizzando la microflora del cavolo riccio appena raccolto, hanno ascritto l'origine di Hafnia alvei ad una contaminazione del suolo.
Nel 2004, alcuni scienziati messicani hanno isolato Hafnia alvei (insieme ad altri batteri, come Lactobacillus acidophilus o plantarum) da Pulque, bevanda tradizionale fabbricata a base di maguey fermentato (anche noto con il nome di agave).
Nel 2014, uno studio collaborativo sulla maturazione del formaggio condotto tra un laboratorio INRA e una università italiana, ha identificato H. alvei nel latte crudo usato per fare il formaggio tradizionale Caciocavallo Pugliese.
Hafnia alvei è altresì presente in alimenti fermentati diversi dai prodotti lattiero-caseari. È stato identificato in questi ultimi anni in numerosi piatti tradizionali in varie parti del mondo.
Nel 2014, Hafnia alvei è stato identificato nell'aakhone, piatto tradizionale dell'India del nord a base di farina di soia fermentata.
Nel 2014, Hafnia alvei è stato identificato nell'aakhone, piatto tradizionale dell'India del nord a base di farina di soia fermentata. Alcuni ricercatori americani hanno studiato il microbioma dei chicchi di caffè e identificato Hafnia alvei tra numerosi altri ceppi e specie, fra cui 13 specie di Enterobacteriales. Questo studio ha evidenziato che la ricchezza del microbioma dei chicchi era legata sia al processo di fermentazione sia alla qualità del caffè. La famiglia di batteri più frequentemente identificata era quella delle Enterobacterales contenenti Hafnia alvei. Questa famiglia rinviene spesso in ambienti umidi e ricchi di elementi nutritivi simili a quelli del caffè. Questo batterio potrebbe pertanto svolgere un ruolo essenziale nella fermentazione.
Hafnia alvei è stato inoltre identificato nel Kimchi commerciale, pasto tradizionale coreano a base di cavolo asiatico, ravanello, spezie e frutti di mare fermentati e salati. Gli scienziati suggeriscono che la fonte di Hafnia in questo caso sono i frutti di mare fermentati.
Infine, Hafnia alvei è stato isolato anche a partire da prodotti derivati della carne, in particolare il manzo refrigerato, in ragione della presenza di Hafnia alvei nei bovini macellati. Può essere trovato insieme a E. Coli nel chorizo, una salsiccia spagnola semisecco e fermentata. Le salsicce fermentate fabbricate in Spagna conterrebbero anche il ceppo Hafnia alvei, responsabile della produzione di istamina, essenziale per la maturazione.

## Ceppo commensale
La maggior parte dei testi di riferimento in microbiologia riporta i mammiferi, gli uccelli, i rettili, i pesci, il suolo, l'acqua, le acque reflue e gli alimenti quali fonti a partire dalle quali possono essere riscontrati i batteri Hafnia alvei.
Le vie gastrointestinali degli animali, in particolare dei mammiferi, sembrano essere un habitat ecologico molto comune per questi batteri. Studi di paleomicrobiologia hanno permesso di identificare H. alvei provenienti da campioni di massa intestinale e sedimenti prelevati su resti di mammut vecchi di 12.000 anni in Michigan e Ohio. In uno studio su 642 mammiferi australiani, Gordon e FitzGibbon hanno rilevato che H. alvei era la terza specie enterica più comunemente identificata, dopo Escherichia coli e E. cloacae.
Delle Hafniae sono state ritrovate sporadicamente anche in campioni di letame di animali da muta prelevati in parchi nazionali negli Stati Uniti e nel 7% dei grizzly e degli orsi neri testati.
Tra le specie avicole, H. alvei è stato frequentemente isolato in uccelli rapaci, inclusi falchi, gufi e avvoltoi indiani; anche in sordoni di elevata altitudine che non hanno pressoché alcun contatto con l'uomo, l'Hafnia è stato isolato a frequenze comprese tra il 3 e il 16%.
Le altre fonti di H. alvei comprendono rettili (serpenti e scinchi), invertebrati, insetti, pesci e pipistrelli.

## Ruolo nella maturazione del formaggio
Secondo diverse pubblicazioni, Hafnia alvei è presente come specie dominante durante la stagionatura del formaggio a latte crudo.
Hafnia alvei è un batterio psicrotrofico, originario del latte crudo e continua a crescere in formaggi come il camembert. La moltiplicazione è un fattore chiave nel processo di fermentazione e maturazione del formaggio.
Il ceppo Hafnia alvei viene specificato come micro-organismo utilizzabile per l'alimentazione dalla EFFCA (European Food & Feed Cultures Association).
Dal 1979, alcuni studi sul formaggio francese hanno permesso di identificare delle correlazioni tra la crescita di Hafnia alvei e i parametri chimici durante la fabbricazione del formaggio. Diversi ricercatori hanno stimato che il livello di H. alvei raggiungeva 107 CFU / g alla fine del processo di maturazione e hanno dimostrato che la curva di crescita era strettamente legata a un aumento del pH. Analogamente, Mounier et al. hanno misurato una popolazione di H. alvei di circa 109 CFU / g in un modello di formaggio da spalmare (formaggio a pasta molle).
Uno studio approfondito dei formaggi tradizionali consumati da anni mette in evidenza la presenza di Hafnia alvei nei prodotti lattiero-caseari da oltre trenta anni.
In conclusione, tassi abbondanti di Hafnia alvei possono essere riscontrati nel formaggio a base di latte crudo e giocano un ruolo importante nell'aromatizzazione del formaggio in ragione del suo effetto sull'acidità e della sua capacità a produrre aminoacidi liberi.
L'Hafnia può essere intenzionalmente aggiunta durante il processo di fabbricazione del formaggio oppure essere già presente come costituente della microflora del latte. Il batterio contribuisce al processo di fermentazione e alla maturazione dei formaggi. Studi metabolici hanno rivelato che H. alvei è essenziale al processo di maturazione e allo sviluppo del sapore tipico del formaggio.
In ragione di queste proprietà che alterano l'acidità o il sapore, H. alvei è utilizzato nella fabbricazione di diversi formaggi, come il cheddar, il gouda e il camembert, come pure nel Livarot e in altri formaggi a base di latte crudo. H. alvei è altresì commercializzato nell'Unione europea come coltura di maturazione per il camembert a forte aroma (Aroma-Prox AF 036, fornito da Bioprox SAS, Francia) o come miscela di microorganismi per il sapore di formaggi a pasta molle (Choozit Cheese cultures ARO 21 -HA LYO 10 D, fornito da Danisco, Danimarca).
Uno studio condotto nel 2013 sull'ecosistema di formaggi modello ha evidenziato il ruolo di Hafnia alvei nella inibizione della crescita del ceppo O26: H11 di E. coli senza modificare le concentrazioni di pH o acido lattico. Hafnia alvei produce una piccola quantità di ammine biogene quali putrescina e cadaverina, benché queste non abbiano inciso sul livello globale dei composti aromatici volatili.
L'interesse per il ruolo di Hafnia alvei nella fabbricazione del formaggio è sempre più forte. Nel 2007, un progetto della Agence Nationale de la Recherche (GRAMME) ha valutato i benefici e i rischi di Hafnia alvei nella produzione del formaggio e studiato le altre potenziali funzioni per ampliarne l'applicazione ad altri prodotti alimentari.

## Coltura
L'hafnia cresce in ambienti contenenti dal 2 al 5% di cloruro di sodio, una gamma di pH da 4,9 a 8,25 e gradienti termici da 4 a 44 °C; la temperatura ottimale per la crescita è stata valutata a 35 °C.
È opinione generale che quasi il 100% dei ceppi di hafnia si sviluppa su agar MacConkey, Hektoen, eosina, blu di metilene e xilosio lisina desossicolato, che sono tutti ambienti da selettivi a moderatamente selettivi.
Sugli ambienti selettivi più inibitori, dal 25 al 60% dei ceppi non cresce su agar Salmonella-Shigella (SS), mentre dal 75 al 100% degli isolati è inibito su un ambiente verde brillante. I ceppi classici di H. alvei sono lattosio e saccarosio negativi e, in quanto tali, appaiono come colonie non fermentanti sugli ambienti di isolamento enterico.
Su agar moderatamente selettivi, appaiono generalmente come grandi colonie lisce, convesse e traslucide, da 2 a 3 mm di diametro con un bordo intero. Talvolta presentano un bordo irregolare.

## Biologia

### Lipopolisaccaridi
L'immunochimica dei lipopolisaccaridi di Hafnia è estremamente complicata. Tutti i lipopolisaccaridi di H. alvei sembrano contenere glucosio, glucosamina, eptosio e acido 3-deossioctulosonico. Alcuni LPS contengono anche altri aminozuccheri o idrati di carbonio quali mannosio, galattosio, galattosamina e mannosammina. La struttura oligosaccaridica di base di alcuni ceppi consiste in una struttura esasaccaridica identica composta da due residui D-glucosio, tre residui LD-eptosio e un residuo acido 3-deossioctulosonico. Esiste una grande diversità sierologica e immunologica in questo genere e la ricerca nel settore prosegue.

### Biotipi
Nel 1969, Barbe ha descritto due biotipi di H. alvei fondati sulla fermentazione del D-arabinosio e della salicina e sull'idrolisi dell'esculina e della arbutina. Una delle sfide alle quali sono confrontati i microbiologi consiste nel provare a sviluppare dei test biochimici che permetterebbero di distinguere facilmente la maggior parte dei ceppi del gruppo 1 (H. alvei sensu stricto) dagli isolati del gruppo 2 (specie non nominate di Hafnia). Questi due gruppi possono oggi essere distinti gli uni dagli altri da una serie di test. Nessun test è interamente discriminatorio. Nondimeno, la mobilità a 24 ore è oggi il migliore predittore del gruppo (gruppo 1, 9% positivo, gruppo 2, 100% positivo).

## Benefici per la salute
Hafnia produce una proteina denominata proteasi caseinolitica B (ClpB), la quale si è rivelata svolgere un'azione mimetica dell'ormone α-MSH, coinvolto nella sazietà.
È stato dimostrato che alcuni batteri Enterobacteriacae, come Hafnia alvei, regolano naturalmente l'appetito.
Più specificatamente, il ceppo di Hafnia alvei HA4597 è stato somministrato in maniera forzata a due modelli di obesità: un modello di topo mutante obeso (topo ob/ob (en)) e un modello di topo obeso per sovralimentazione da grassi. In questi due modelli, il ceppo Hafnia alvei ha mostrato una buona tolleranza, una riduzione dell'aumento di peso corporeo e della massa grassa nei due modelli di obesità e una riduzione significativa dell'apporto alimentare nei topi ob/ob.
Un altro studio su topi mutanti obesi (topo ob/ob) ha mostrato che la somministrazione del ceppo HA4597 induceva una riduzione significativa (rispetto ai topi non trattati o trattati con orlistat) del peso corporeo, della massa grassa e dell'assunzione di cibo, ma anche nei topi trattati una diminuzione della glicemia, del colesterolo plasmatico totale e dell'alanina aminotransferasi (ALAT).
Nel 2020, i risultati di uno studio clinico di 12 settimane che metteva a confronto l'assunzione orale del ceppo HA45597 e un placebo, sono stati pubblicati in occasione del Virtual Congress on Clinical Nutrition and Metabolism (ESPEN). Lo studio prospettico, multicentrico, in doppio cieco contro placebo e randomizzato su 236 volontari in sovrappeso (25 e 30 kg/m2) conferma clinicamente i dati preclinici. I due bracci hanno seguito un regime ipocalorico sia con il probiotico Hafnia alvei HA4597 sia con un placebo. Il criterio di valutazione principale relativo alla perdita di peso è stato ottenuto: si è riscontrata una differenza statistica significativa a favore del probiotico nella percentuale di soggetti che avevano perso almeno il 3% del loro peso corporeo in un arco di 12 settimane. Tra i criteri secondari ottenuti, un aumento statisticamente significativo della sensazione di sazietà. In aggiunta, l'effetto del probiotico è altresì superiore a quello del placebo nella riduzione della circonferenza delle anche. Solo Hafnia alvei HA4597 ha avuto un effetto sul tasso di colesterolo e ha indotto una riduzione della glicemia maggiore rispetto a quella osservata con il placebo. Infine, il ceppo Hafnia alvei HA4597 si è rivelato nettamente superiore al placebo attraverso la valutazione globale dei vantaggi percepiti sia dai medici responsabili dell'indagine sia dai soggetti.
La rivista scientifica Nature ha recentemente qualificato il ceppo Hafnia alvei HA4597 come probiotico di precisione, ossia un probiotico il cui ceppo e meccanismo d'azione sono perfettamente descritti e compresi.
L'azienda francese TargEDys, che ha dimostrato come il ceppo Hafnia alvei HA4597 potesse stimolare la sazietà attraverso la proteina ClpB e contribuire a controllare naturalmente l'appetito e perdere peso, ha condotto gli studi finalizzati alla commercializzazione di questo probiotico.

## Patogenicità e suscettibilità agli antimicrobici
Le informazioni sulla patogenicità di Hafnia alvei sono limitate. Benché il patogeno sia stato riscontrato in gran numero negli escrementi, il liquido articolare, il sangue e l'urina erano negativi in coltura. Il ruolo degli hafniae nella malattia è discutibile.
Ciò è probabilmente dovuto alla scarsa occorrenza di questa specie nelle malattie umane e al fatto che non vi sono sintomi di malattia ben definiti specificatamente associati a H. alvei. Le informazioni attuali concernenti la patogenicità di Hafnia possono essere esaminate da due punti di vista: i fattori di virulenza potenzialmente attivi nelle infezioni extraintestinali e quelli limitati principalmente all'intestino. Uno studio menziona altresì che i topi nei quali sono iniettate per via intraperitoneale degli hafniae non sono morti per l'infezione.
H. alvei è un patogeno umano raro nonostante la crescente attenzione riservatagli dalla comunità medica nel corso dell'ultimo decennio per la possibile associazione con la gastroenterite.
Non esiste una correlazione chiara tra i dati epidemiologici,  clinici e di laboratorio e un ruolo di Hafnia alvei nelle patologie intestinali.
In uno studio su 17 isolati di Hafnia alvei ("Enterobacter hafniae") indagati dalla Mayo Clinic dal 1968 al 1970, solo 5 isolati (il 29%) sono stati ritenuti clinicamente significativi. In tutti questi casi, H. alvei è stato identificato come patogeno secondario (respiratorio: 2, ascesso: 3). Nel complesso, l'età media delle persone infettate o colonizzate con H. alvei era di 52,9 anni, con un rapporto uomo/donna di 1: 1,1.
È interessante sottolineare che l'American Type Culture Collection ritiene che tutti i ceppi di Hafnia alvei appartengono al livello di biosicurezza 1. Richard et al. hanno inoltre identificato la presenza di 108 cellule vitali per grammo di formaggio, il che suggerisce un consumo quotidiano di oltre 109 batteri/giorno (calcolo basato su una porzione di 30 g), indicazione del buon profilo di innocuità di Hafnia alvei nel consumo quotidiano.
La sicurezza di Hafnia alvei in pazienti immunocompetenti sembra molto chiara ed è stata dimostrata da oltre 4 decenni ininterrottamente.
Stock et al. descrivono uno studio nel quale 76 isolati di H. alvei sono stati analizzati per la loro sensibilità a 69 antibiotici o farmaci. Lo schema generale che emerge dallo studio è che il batterio è sensibile a carbapenemi, monobattamici, cloramfenicolo, chinoloni, aminosidi e antifolati (ad esempio trimetoprim-sulfametossazolo) e resistente alla penicillina, oxacillina e amoxicillina associata all'acido clavulanico. La sensibilità alle tetracicline e alle cefalosporine è variabile.
Uno studio spagnolo condotto su patogeni enterici ha inoltre rivelato che 32 ceppi di H. alvei erano universalmente sensibili a tutti i chinoloni (comprese gemifloxacina e grepafloxacina), alla cefotaxima, alla gentamicina, al cotrimossazolo e all'acido nalidixico; il 78% dei ceppi di questo studio è risultato sensibile alla doxiciclina. Alcuni ceppi di H. alvei producevano sia delle cefalosporinasi inducibili di scarso livello (sensibili alla ceftazidima) sia una attività cefalosporinasi costitutiva di alto livello resistente alla ceftazidima.
Uno studio clinico che ha testato il ceppo H. Alvei HA4597 nella persona in sovrappeso ha mostrato la perfetta innocuità di questo probiotico.

## Stato regolamentare
Hafnia alvei è un batterio di qualità alimentare. Non figura nel catalogo Novel Food della Commissione europea ma è presente nell'elenco danese delle colture microbiche autorizzate negli alimenti.
Hafnia alvei fa parte dell'elenco pubblicato dall'IDF (International Dairy Federation) di colture alimentari microbiche che dimostrano l'ottima sicurezza di questo ceppo nei prodotti alimentari fermentati per uso globale.
Il ceppo H alvei HA4597 è ora commercializzato in Francia come integratore alimentare associato a Zinco e Cromo con i nomi EnteroSatys (TargEDys) e Symbiosys Satylia (Biocodex).
In Italia invece H. alvei HA4597 è commercializzato con il nome di Satilia (PharmExtracta S.p.A.).